# Catriona gymnota
Catriona gymnota är en snäckart som först beskrevs av Couthouy 1838.  Catriona gymnota ingår i släktet Catriona och familjen Tergipedidae. Inga underarter finns listade i Catalogue of Life.